# IC 4100
IC 4100 ist eine Spiralgalaxie vom Hubble-Typ Sc im Sternbild Jagdhunde am Nordsternhimmel. Sie ist schätzungsweise 368 Millionen Lichtjahre von der Milchstraße entfernt und hat einen Durchmesser von etwa 150.000 Lichtjahren.
Im selben Himmelsareal befinden sich u. a. die Galaxien IC 4135, IC 4060, IC 4114, IC 4135.
Das Objekt am 21. März 1903 von Max Wolf entdeckt.